# Eyvindr Skáldaspillir
Eyvind Finnsson skáldaspillir, föddes omkring 915 och dog omkring 990. Eyvind var hirdskald och personlig vän till kung Håkon den gode, som han även var släkt med. Någon tid efter Håkons fall i slaget på Stord, där Eyvind själv deltog, diktade han ett kväde, Hákonarmál ("sången om Håkon"), där han skildrar Håkons sista strid och hans ankomst till och mottagande i Valhall. 
Stycket är till hela sin planläggning en trogen imitation av den dikt, Eiríksmál, som av okänd författare tidigare diktats över Håkons bror och konkurrent om kronan, Erik Blodyx. Med dennes söner, som berövat sin farbroder tronen och livet, hade Eyvind ständigt en spänd relation. Däremot verkar han, sedan Håkon jarl kommit till makten, ha med sympati omfattat denne. Åtminstone har han vid hög ålder (efter 986) till dennes ära författat dikten Háleygjatal ("Haleygernas uppräkning"), varav endast en mindre del bevarats till modern tid. Däri redogörs i korthet för Håkon jarls förfäder från den mytiske stamfadern Säming ned till Håkon själv, vars egna bedrifter till sist i någon mån berörs. Kvädet är till såväl plan som enskilda uttryck en imitation av Tjodolfs Ynglingatal, ja detta till och med i den grad, att han låter sina Haleyger ytterst härstamma från Ynglingaättens specifike stamfader, "Yngve-Frej". Detta Eyvinds sätt att, åtminstone i de båda nu nämnda dikterna, efterapa andra skalder är den troliga anledningen till binamnet skáldaspillir, som betyder "skaldefördärvaren", det vill säga "plagiatorn". 
Förutom de redan nämnda kvädena diktade Eyvind enligt Snorre Sturlasson en drapa "över alla islänningar", som för detta lönade honom med ett silverspänne om 50 marker, (nästan 25 kilo) vilket Eyvind högg i bitar och köpte mat för när han senare på grund av dåliga år kom i nöd. 
Den mäktige hövdingen Hårek på Tjotta (Hárekr úr Þjóttu) var Eyvinds son.